# Lucknow (accantonamento)
L'accantonamento di Lucknow è una suddivisione dell'India, classificata come cantonment board, di 59.593 abitanti, situata nel distretto di Lucknow, nello stato federato dell'Uttar Pradesh. In base al numero di abitanti la città rientra nella classe II (da 50.000 a 99.999 persone).

## Geografia fisica
La città è situata a 26° 48' 37 N e 80° 56' 12 E.

## Società

### Evoluzione demografica
Al censimento del 2001 la popolazione dell'accantonamento di Lucknow assommava a 59.593 persone, delle quali 33.341 maschi e 26.252 femmine. I bambini di età inferiore o uguale ai sei anni assommavano a 6.537, dei quali 3.528 maschi e 3.009 femmine. Infine, coloro che erano in grado di saper almeno leggere e scrivere erano 44.508, dei quali 26.682 maschi e 17.826 femmine.